# 大湖 (南布羅克默蘭)
53°25′51″N 7°17′40″E / 53.43083°N 7.29444°E

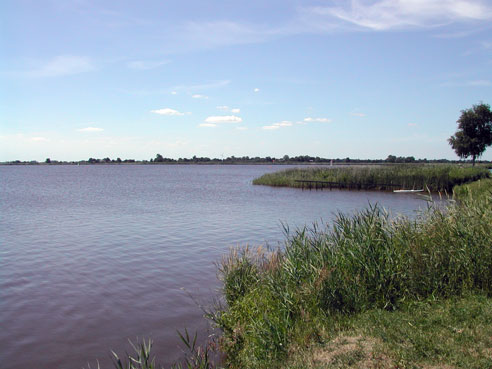

大湖（德語：Großes Meer），是德國的湖泊，位於該國西北部，由下薩克森州負責管轄，處於南布羅克默蘭，面積2.9平方公里，海拔高度1.4米，湖岸線長度2.3公里。